# Nikołaj Channikow
Nikołaj Gieorgijewicz Channikow (ros. Николай Георгиевич Ханников, ur. 4 grudnia?/16 grudnia 1896 w guberni orłowskiej, zm. 29 kwietnia 1948 w Moskwie) – funkcjonariusz radzieckich służb specjalnych, generał porucznik.

## Życiorys
Skończył 2 klasy szkoły wiejskiej, pracował jako parkieciarz w Mikołajowie, od września 1916 do grudnia 1917 służył we Flocie Czarnomorskiej, później w oddziałach "czerwonych", 1918 w Armii Czerwonej. Od lutego 1918 członek SDPRR(b), od października 1918 pracownik Czeki, od stycznia 1920 pełnomocnik kijowskiej gubernialnej Czeki, od października 1920 do stycznia 1921 szef Wydziału Specjalnego Czeki 9 Dywizji Służby Wewnętrznej, od stycznia 1921 do marca 1923 pomocnik szefa wydziału Pełnomocnego Przedstawicielstwa Czeki na Krymie. Później funkcjonariusz transportowych wydziałów Czeki/OGPU Ukraińskiej SRR, od 10 maja do 11 lipca 1934 szef Wydziału 2 Zarządu Ekonomicznego GPU Ukraińskiej SRR, od 11 lipca 1934 do 9 września 1935 szef oddziału Wydziału Ekonomicznego Zarządu Bezpieczeństwa Państwowego (UGB) NKWD Ukraińskiej SRR, od września 1935 do kwietnia 1937 szef Miejskiego Oddziału NKWD w Krzywym Rogu, od 23 marca 1936 kapitan bezpieczeństwa państwowego. Od 15 sierpnia 1937 p.o. szefa, od 25 do 29 września 1937 szef Zarządu NKWD obwodu zejskiego (wschodnia Syberia), od 25 października 1937 do marca 1938 p.o. szefa 11 Oddziału 5 Wydziału Głównego Zarządu Bezpieczeństwa Państwowego, od marca do 25 sierpnia 1938 szef oddziału II Zarządu NKWD ZSRR. Od 25 sierpnia 1938 do 1939 zastępca szefa Wydziału Specjalnego Północnokaukaskiego Okręgu Wojskowego, od 1939 do 11 stycznia 1940 zastępca szefa Wydziału Specjalnego NKWD Leningradzkiego Okręgu Wojskowego, od 11 do 31 stycznia 1940 szef Wydziału Specjalnego NKWD Wołogodzkiego Okręgu Wojskowego, od 31 stycznia 1940 do 8 lutego 1941 szef Wydziału Specjalnego NKWD Archangielskiego Okręgu Wojskowego, 22 kwietnia 1940 awansowany na majora bezpieczeństwa państwowego. Od 8 lutego do 19 lipca 1941 szef Wydziału 3 Zarządu 3 Ludowego Komisariatu Obrony ZSRR Archangielskiego Okręgu Wojskowego, od 19 lipca do 24 października 1941 zastępca szefa Wydziału Specjalnego NKWD Frontu Północno-Zachodniego w stopniu starszego majora bezpieczeństwa państwowego, od 24 października 1941 do 29 kwietnia 1943 szef Wydziału Specjalnego NKWD Frontu Kalinińskiego, 14 lutego 1943 mianowany komisarzem bezpieczeństwa państwowego. Od 29 kwietnia do października 1943 szef Zarządu Kontrwywiadu Frontu Kalinińskiego, 26 maja 1943 mianowany generałem majorem, od października 1943 do czerwca 1945 szef Zarządu Kontrwywiadu 1 Frontu Nadbałtyckiego, 31 lipca 1944 awansowany na generała porucznika. Od 22 lipca 1945 do 2 kwietnia 1947 szef Zarządu Kontrwywiadu Nadbałtyckiego Okręgu Wojskowego, następnie do śmierci szef Zarządu 2 Zarządu 3 Głównego MGB ZSRR.

## Odznaczenia
- Order Lenina (dwukrotnie, m.in. 31 lipca 1944)
- Order Czerwonego Sztandaru (dwukrotnie - 5 maja 1942 i 3 listopada 1944)
- Order Suworowa II klasy (19 kwietnia 1945)
- Order Wojny Ojczyźnianej I klasy (22 września 1943)
- Order Czerwonej Gwiazdy (26 kwietnia 1940)
- Odznaka "Honorowy Funkcjonariusz Czeki/GPU (XV)" (20 grudnia 1932)